# 야마다촌 (아키타현)
야마다촌(山田村)은 아키타현 오가치군에 있던 촌이다. 현재의 유자와시, 유모노강 좌안, 오우 본선 미노세키역의 서쪽에 해당한다.

## 역사
- 1889년 4월 1일 - 정촌제 시행에 의해 4촌의 구역으로 성립하였다.
- 1954년 3월 31일 - 유자와 정, 이와사키 정, 미쓰세키 촌, 벤텐 촌, 하타노 촌과 합병해 유자와시가 성립하였다. 동일 야마다촌은 폐지되었다.